# Pristiphora astragali
Pristiphora astragali is een vliesvleugelig insect uit de familie van de bladwespen (Tenthredinidae). De wetenschappelijke naam van de soort is voor het eerst geldig gepubliceerd in 1978 door Vikberg.